# Josep Espinasa i Massaguer
Josep Espinasa i Massaguer (Montcada i Reixac, 14 de maig de 1894 – Ciutat de Mèxic, 11 d'octubre de 1961) fou un pediatre i polític català, mort a l'exili.

## Biografia
Fill de Ramon Espinasa i Nebot i germà d'Antoni Espinasa i Massaguer, posteriorment president del Centre Català de Caracas. Estudià medicina, tot especialitzant-se en pediatria el 1921. Força actiu en la vida social de Montcada i Reixac, el mateix any fou fundador del Foment de la Sardana i de l'Associació Benèfico-Instructiva Ateneu Domingo Fins, de la que en fou president de 1921 a 1924. A les eleccions municipals de 1922 fou escollit regidor a l'ajuntament de Montcada i Reixac, però la dictadura de Primo de Rivera el va fer deixar el càrrec.
Durant les eleccions municipals espanyoles de 1931 fou un dels fundadors del Centre Nacionalista Republicà, que després es va integrar en Esquerra Republicana de Catalunya, i amb el que fou escollit alcalde de la seva vila, càrrec que va ocupar fins al 1933. Durant el seu mandat es creà el Dispensari Municipal i diverses escoles.
El 27 de gener de 1939, poc abans d'acabar la guerra civil espanyola, juntament amb la seva esposa Dolors Closas i Miralles, el jutge de pau de Montcada Lluís Pedrola i Briansó i els seus dos fills van travessar la frontera francesa cap a l'exili pel coll de Banyuls. Durant un temps va exercir com a metge a Perpinyà fins que el 12 de juliol de 1939 es va embarcar a Bordeus cap a Mèxic, establint-se primer a Veracruz i després a Ciutat de Mèxic, on es dedicà a l'exercici privat de la pediatria.
Durant els anys d'exili va impartir conferències a l'Orfeó Català de Mèxic, fou membre de la Borsa del Metge Català a Mèxic (que va presidir uns anys) i va guanyar dos cops premis dels Jocs Florals de la Llengua Catalana a l'exili. L'estiu de 1960 va visitar un cop a Catalunya i després tornà a Mèxic, d'on ja no es mouria.

## Obres
- Eugenesia y enfermedades de la infancia (1941)
- Dietética infantil (1944)
- Manual de urgencias en pediatría (1952), llibre de text
- La comarca del Vallès (1954), premi Maspons i Camarasa als Jocs Florals de Sao Paulo.
- Contes per a infants (1955), premi Francesc Macià als Jocs Florals de San José de Costa Rica.